# Dream Theater/Diskografie
Diese Diskografie ist eine Übersicht über die musikalischen Werke der US-amerikanischen Progressive-Metal-Band Dream Theater. Den Schallplattenauszeichnungen zufolge hat sie bisher mehr als 2,4 Millionen Tonträger verkauft, davon alleine in ihrer Heimat über 2,2 Millionen. Ihre erfolgreichste Veröffentlichung ist das Album Images and Words mit über 600.000 verkauften Einheiten.

## Alben

### Studioalben
| Jahr | Titel Musiklabel                                 | Höchstplatzierung, Gesamtwochen, AuszeichnungChartplatzierungen (Jahr, Titel, Musiklabel, Platzierungen, Wochen, Auszeichnungen, Anmerkungen) | Höchstplatzierung, Gesamtwochen, AuszeichnungChartplatzierungen (Jahr, Titel, Musiklabel, Platzierungen, Wochen, Auszeichnungen, Anmerkungen) | Höchstplatzierung, Gesamtwochen, AuszeichnungChartplatzierungen (Jahr, Titel, Musiklabel, Platzierungen, Wochen, Auszeichnungen, Anmerkungen) | Höchstplatzierung, Gesamtwochen, AuszeichnungChartplatzierungen (Jahr, Titel, Musiklabel, Platzierungen, Wochen, Auszeichnungen, Anmerkungen) | Höchstplatzierung, Gesamtwochen, AuszeichnungChartplatzierungen (Jahr, Titel, Musiklabel, Platzierungen, Wochen, Auszeichnungen, Anmerkungen) | Anmerkungen                                                              |
| Jahr | Titel Musiklabel                                 | DE | AT | CH | UK | US | Anmerkungen                                                              |
| ---- | ------------------------------------------------ | --- | --- | --- | --- | --- | ------------------------------------------------------------------------ |
| 1989 | When Dream and Day Unite Mechanic                | — | — | — | — | — | Erstveröffentlichung: 6. März 1989 Verkäufe: + 37.092                    |
| 1992 | Images and Words Atco                            | DE94 (3 Wo.)DE | — | — | — | US61 Gold · (24 Wo.)US | Erstveröffentlichung: 30. Juni 1992 Verkäufe: + 604.000                  |
| 1994 | Awake East West                                  | DE15 (9 Wo.)DE | — | CH12 (8 Wo.)CH | UK65 (1 Wo.)UK | US32 (6 Wo.)US | Erstveröffentlichung: 30. September 1994 Verkäufe: + 271.570             |
| 1997 | Falling into Infinity East West                  | DE9 (5 Wo.)DE | — | CH43 (1 Wo.)CH | — | US52 (4 Wo.)US | Erstveröffentlichung: 23. September 1997 Verkäufe: + 141.946             |
| 1999 | Metropolis Pt. 2: Scenes from a Memory Elektra   | DE8 (5 Wo.)DE | — | CH44 (1 Wo.)CH | — | US73 (2 Wo.)US | Erstveröffentlichung: 25. Oktober 1999; Konzeptalbum Verkäufe: + 123.275 |
| 2002 | Six Degrees of Inner Turbulence Elektra          | DE12 (4 Wo.)DE | AT73 (2 Wo.)AT | CH52 (5 Wo.)CH | — | US46 (2 Wo.)US | Erstveröffentlichung: 28. Januar 2002 Verkäufe: + 32.773                 |
| 2003 | Train of Thought Elektra                         | DE16 (3 Wo.)DE | AT66 (1 Wo.)AT | CH44 (2 Wo.)CH | — | US53 (2 Wo.)US | Erstveröffentlichung: 10. November 2003 Verkäufe: + 125.000              |
| 2005 | Octavarium Atlantic                              | DE15 (4 Wo.)DE | AT35 (3 Wo.)AT | CH25 (6 Wo.)CH | UK72 (1 Wo.)UK | US36 (3 Wo.)US | Erstveröffentlichung: 6. Juni 2005 Verkäufe: + 56.000                    |
| 2007 | Systematic Chaos Roadrunner                      | DE7 (6 Wo.)DE | AT20 (3 Wo.)AT | CH14 (6 Wo.)CH | UK25 (2 Wo.)UK | US19 (5 Wo.)US | Erstveröffentlichung: 1. Juni 2007 Verkäufe: + 36.000                    |
| 2009 | Black Clouds & Silver Linings Roadrunner         | DE3 (9 Wo.)DE | AT18 (3 Wo.)AT | CH9 (6 Wo.)CH | UK23 (1 Wo.)UK | US6 (8 Wo.)US | Erstveröffentlichung: 19. Juni 2009 Verkäufe: + 40.000                   |
| 2011 | A Dramatic Turn of Events Roadrunner             | DE3 (5 Wo.)DE | AT5 (3 Wo.)AT | CH6 (7 Wo.)CH | UK17 (2 Wo.)UK | US8 (4 Wo.)US | Erstveröffentlichung: 9. September 2011 Verkäufe: + 36.000               |
| 2013 | Dream Theater Roadrunner                         | DE4 (4 Wo.)DE | AT7 (3 Wo.)AT | CH5 (5 Wo.)CH | UK15 (2 Wo.)UK | US7 (5 Wo.)US | Erstveröffentlichung: 20. September 2013 Verkäufe: + 34.000              |
| 2016 | The Astonishing Roadrunner                       | DE5 (7 Wo.)DE | AT6 (4 Wo.)AT | CH5 (9 Wo.)CH | UK11 (2 Wo.)UK | US11 (2 Wo.)US | Erstveröffentlichung: 29. Januar 2016; Konzeptalbum Verkäufe: + 30.000   |
| 2019 | Distance over Time InsideOut Music               | DE1 (7 Wo.)DE | AT5 (4 Wo.)AT | CH1 (7 Wo.)CH | UK12 (1 Wo.)UK | US24 (2 Wo.)US | Erstveröffentlichung: 22. Februar 2019                                   |
| 2021 | A View from the Top of the World InsideOut Music | DE2 (4 Wo.)DE | AT5 (3 Wo.)AT | CH3 (6 Wo.)CH | UK21 (1 Wo.)UK | US52 (1 Wo.)US | Erstveröffentlichung: 22. Oktober 2021                                   |
| 2025 | Parasomnia InsideOut Music                       | DE3 (4 Wo.)DE | AT4 (4 Wo.)AT | CH2 (5 Wo.)CH | UK23 (1 Wo.)UK | US41 (1 Wo.)US | Erstveröffentlichung: 7. Februar 2025                                    |

### Livealben
| Jahr | Titel Musiklabel                                                                                    | Höchstplatzierung, Gesamtwochen, AuszeichnungChartplatzierungen (Jahr, Titel, Musiklabel, Platzierungen, Wochen, Auszeichnungen, Anmerkungen) | Höchstplatzierung, Gesamtwochen, AuszeichnungChartplatzierungen (Jahr, Titel, Musiklabel, Platzierungen, Wochen, Auszeichnungen, Anmerkungen) | Höchstplatzierung, Gesamtwochen, AuszeichnungChartplatzierungen (Jahr, Titel, Musiklabel, Platzierungen, Wochen, Auszeichnungen, Anmerkungen) | Höchstplatzierung, Gesamtwochen, AuszeichnungChartplatzierungen (Jahr, Titel, Musiklabel, Platzierungen, Wochen, Auszeichnungen, Anmerkungen) | Höchstplatzierung, Gesamtwochen, AuszeichnungChartplatzierungen (Jahr, Titel, Musiklabel, Platzierungen, Wochen, Auszeichnungen, Anmerkungen) | Anmerkungen                                                                      |
| Jahr | Titel Musiklabel                                                                                    | DE | AT | CH | UK | US | Anmerkungen                                                                      |
| ---- | --------------------------------------------------------------------------------------------------- | --- | --- | --- | --- | --- | -------------------------------------------------------------------------------- |
| 1993 | Live at the Marquee Atco                                                                            | DE36 (1 Wo.)DE | — | — | — | — | Erstveröffentlichung: 4. September 1993                                          |
| 1998 | Once in a LIVEtime Elektra                                                                          | DE59 (1 Wo.)DE | — | — | — | US157 (1 Wo.)US | Erstveröffentlichung: 27. Oktober 1998 Verkäufe: + 64.454                        |
| 2001 | Live Scenes from New York Elektra                                                                   | DE71 (1 Wo.)DE | — | — | — | US120 (1 Wo.)US | Erstveröffentlichung: 11. September 2001 Verkäufe: + 28.555                      |
| 2004 | Live at Budokan Atlantic                                                                            | DE91 (1 Wo.)DE | — | — | — | — | Erstveröffentlichung: 5. Oktober 2004                                            |
| 2006 | SCORE (20th Anniversary World Tour) Rhino                                                           | DE40 (1 Wo.)DE | — | CH81 (2 Wo.)CH | UK94 (1 Wo.)UK | — | Erstveröffentlichung: 29. August 2006                                            |
| 2008 | Chaos in Motion: 2007–2008 Roadrunner                                                               | DE37 (3 Wo.)DE | — | CH6* (4 Wo.)CH | — | — | Erstveröffentlichung: 30. September 2008 * Platzierung in den Kompilationscharts |
| 2013 | Live at Luna Park Eagle Rock                                                                        | DE17 (2 Wo.)DE | — | CH2* (3 Wo.)CH | — | — | Erstveröffentlichung: 5. November 2013 * Platzierung in den Kompilationscharts   |
| 2014 | Breaking the Fourth Wall Roadrunner                                                                 | DE28 (2 Wo.)DE | — | CH1* (5 Wo.)CH | — | — | Erstveröffentlichung: 29. September 2014 * Platzierung in den Kompilationscharts |
| 2020 | Distant Memories – Live in London InsideOut Music                                                   | DE9 (2 Wo.)DE | AT37 (1 Wo.)AT | CH9 (1 Wo.)CH | UK81 (1 Wo.)UK | — | Erstveröffentlichung: 27. November 2020                                          |
| 2021 | Lost Not Forgotten Archives – Live – Images and Words – Live in Japan, 2017 InsideOut Music         | DE20 (1 Wo.)DE | — | CH19 (2 Wo.)CH | — | — | Erstveröffentlichung: 25. Juni 2021                                              |
| 2021 | Lost Not Forgotten Archives – Live – A Dramatic Tour of Events – Select Board Mixes InsideOut Music | DE25 (1 Wo.)DE | — | CH20 (1 Wo.)CH | — | — | Erstveröffentlichung: 23. Juli 2021                                              |
| 2021 | Lost Not Forgotten Archives: Master of Puppets – Live in Barcelona, 2002 InsideOut Music            | DE39 (1 Wo.)DE | — | CH52 (1 Wo.)CH | — | — | Erstveröffentlichung: 17. September 2021                                         |
| 2021 | Lost Not Forgotten Archives: When Dreams And Day Reunite (Live) InsideOut Music                     | — | — | CH96 (1 Wo.)CH | — | — | Erstveröffentlichung: 3. Dezember 2021                                           |
| 2022 | Lost Not Forgotten Archives – The Majesty Demos (1985–1986) InsideOut Music                         | DE40 (1 Wo.)DE | — | CH87 (1 Wo.)CH | — | — | Erstveröffentlichung: 21. Januar 2022                                            |
| 2022 | Lost Not Forgotten Archives – Live in NYC 1993 InsideOut Music                                      | DE30 (1 Wo.)DE | — | CH75 (1 Wo.)CH | — | — | Erstveröffentlichung: 18. März 2022                                              |
| 2022 | Lost Not Forgotten Archives – …and Beyond – Live in Japan 2017 InsideOut Music                      | DE55 (1 Wo.)DE | — | CH50 (1 Wo.)CH | — | — | Erstveröffentlichung: 8. April 2022                                              |
| 2022 | Lost Not Forgotten Archives – Falling Into Infinity Demos, 1996–1997 InsideOut Music                | DE41 (1 Wo.)DE | — | CH42 (1 Wo.)CH | — | — | Erstveröffentlichung: 13. Mai 2022                                               |
| 2022 | Lost Not Forgotten Archives – The Number of the Beast InsideOut Music                               | DE37 (1 Wo.)DE | — | — | — | — | Erstveröffentlichung: 10. Juni 2022                                              |
| 2022 | Lost Not Forgotten Archives – Live in Berlin (2019) InsideOut Music                                 | DE48 (1 Wo.)DE | — | CH27 (1 Wo.)CH | — | — | Erstveröffentlichung: 12. August 2022                                            |
| 2022 | Lost Not Forgotten Archives – Images and Words Demo (1989–1991) InsideOut Music                     | DE94 (1 Wo.)DE | — | — | — | — | Erstveröffentlichung: 9. September 2022                                          |
| 2023 | Lost Not Forgotten Archives – Live at Madison Square Garden (2010) InsideOut Music                  | DE100 (1 Wo.)DE | — | CH80 (1 Wo.)CH | — | — | Erstveröffentlichung: 13. Januar 2023                                            |

### Kompilationen
| Jahr | Titel Musiklabel                                   | Höchstplatzierung, Gesamtwochen, AuszeichnungChartplatzierungen (Jahr, Titel, Musiklabel, Platzierungen, Wochen, Auszeichnungen, Anmerkungen) | Höchstplatzierung, Gesamtwochen, AuszeichnungChartplatzierungen (Jahr, Titel, Musiklabel, Platzierungen, Wochen, Auszeichnungen, Anmerkungen) | Höchstplatzierung, Gesamtwochen, AuszeichnungChartplatzierungen (Jahr, Titel, Musiklabel, Platzierungen, Wochen, Auszeichnungen, Anmerkungen) | Höchstplatzierung, Gesamtwochen, AuszeichnungChartplatzierungen (Jahr, Titel, Musiklabel, Platzierungen, Wochen, Auszeichnungen, Anmerkungen) | Höchstplatzierung, Gesamtwochen, AuszeichnungChartplatzierungen (Jahr, Titel, Musiklabel, Platzierungen, Wochen, Auszeichnungen, Anmerkungen) | Anmerkungen                         |
| Jahr | Titel Musiklabel                                   | DE | AT | CH | UK | US | Anmerkungen                         |
| ---- | -------------------------------------------------- | --- | --- | --- | --- | --- | ----------------------------------- |
| 2008 | Greatest Hit (…& 21 Other Pretty Cool Songs) Rhino | DE77 (1 Wo.)DE | — | CH62 (1 Wo.)CH | — | US122 (1 Wo.)US | Erstveröffentlichung: 1. April 2008 |

### EPs
| Jahr | Titel Musiklabel              | Höchstplatzierung, Gesamtwochen, AuszeichnungChartplatzierungen (Jahr, Titel, Musiklabel, Platzierungen, Wochen, Auszeichnungen, Anmerkungen) | Höchstplatzierung, Gesamtwochen, AuszeichnungChartplatzierungen (Jahr, Titel, Musiklabel, Platzierungen, Wochen, Auszeichnungen, Anmerkungen) | Höchstplatzierung, Gesamtwochen, AuszeichnungChartplatzierungen (Jahr, Titel, Musiklabel, Platzierungen, Wochen, Auszeichnungen, Anmerkungen) | Höchstplatzierung, Gesamtwochen, AuszeichnungChartplatzierungen (Jahr, Titel, Musiklabel, Platzierungen, Wochen, Auszeichnungen, Anmerkungen) | Höchstplatzierung, Gesamtwochen, AuszeichnungChartplatzierungen (Jahr, Titel, Musiklabel, Platzierungen, Wochen, Auszeichnungen, Anmerkungen) | Anmerkungen                                                  |
| Jahr | Titel Musiklabel              | DE | AT | CH | UK | US | Anmerkungen                                                  |
| ---- | ----------------------------- | --- | --- | --- | --- | --- | ------------------------------------------------------------ |
| 1995 | A Change of Seasons East West | DE50 (7 Wo.)DE | — | — | UK88 (1 Wo.)UK | US58 (3 Wo.)US | Erstveröffentlichung: 19. September 1995 Verkäufe: + 157.855 |

### Demos
| Jahr | Titel Musiklabel                                                                                | Höchstplatzierung, Gesamtwochen, AuszeichnungChartplatzierungen (Jahr, Titel, Musiklabel, Platzierungen, Wochen, Auszeichnungen, Anmerkungen) | Höchstplatzierung, Gesamtwochen, AuszeichnungChartplatzierungen (Jahr, Titel, Musiklabel, Platzierungen, Wochen, Auszeichnungen, Anmerkungen) | Höchstplatzierung, Gesamtwochen, AuszeichnungChartplatzierungen (Jahr, Titel, Musiklabel, Platzierungen, Wochen, Auszeichnungen, Anmerkungen) | Höchstplatzierung, Gesamtwochen, AuszeichnungChartplatzierungen (Jahr, Titel, Musiklabel, Platzierungen, Wochen, Auszeichnungen, Anmerkungen) | Höchstplatzierung, Gesamtwochen, AuszeichnungChartplatzierungen (Jahr, Titel, Musiklabel, Platzierungen, Wochen, Auszeichnungen, Anmerkungen) | Anmerkungen                                                            |
| Jahr | Titel Musiklabel                                                                                | DE | AT | CH | UK | US | Anmerkungen                                                            |
| ---- | ----------------------------------------------------------------------------------------------- | --- | --- | --- | --- | --- | ---------------------------------------------------------------------- |
| 1986 | Majesty’                                                                                        | — | — | — | — | — | 1991 veröffentlicht als Splitalbum mit Chain of Command von Jag Panzer |
| 2021 | Lost Not Forgotten Archives – Demo – Train of Thought Instrumental Demos (2003) InsideOut Music | — | — | CH67 (1 Wo.)CH | — | — | Erstveröffentlichung: 20. August 2021                                  |
| 2022 | Lost Not Forgotten Archives – Awake Demos (1994) InsideOut Music                                | DE60 (1 Wo.)DE | — | — | — | — | Erstveröffentlichung: 25. Februar 2022                                 |

## The Official Dream Theater Bootlegs

### Demo Series
| Jahr | Titel                                    | Anmerkungen                                                               |
| ---- | ---------------------------------------- | ------------------------------------------------------------------------- |
| 2003 | The Majesty Demos 1985–1986              | 2021 im Rahmen der Lost Not Forgotten Archives-Reihe wiederveröffentlicht |
| 2004 | When Dream and Day Unite Demos 1987–1989 |                                                                           |
| 2005 | Images and Words Demos 1989–1991         | enthält eine Dokumentation der Bandgeschichte bis zum zweiten Album       |
| 2006 | Awake Demos 1994                         | 2022 im Rahmen der Lost Not Forgotten Archives-Reihe wiederveröffentlicht |
| 2007 | Falling into Infinity Demos 1996–1997    |                                                                           |
| 2009 | Train of Thought Instrumental Demos 2003 | 2021 im Rahmen der Lost Not Forgotten Archives-Reihe wiederveröffentlicht |

### Live Series
| Jahr | Titel                             | Anmerkungen |
| ---- | --------------------------------- | --- |
| 2003 | Los Angeles, California 5/18/98   | Live in Los Angeles, USA |
| 2004 | Tokyo, Japan 10/28/95             | Live in Tokio, Japan |
| 2005 | When Dream And Day Reunite        | die einzige Aufführung des Debütalbums When Dream and Day Unite in Los Angeles, USA am 6. März 2004, auch auf DVD erhältlich |
| 2006 | Old Bridge, New Jersey – 12/14/96 | Live in Old Bridge, USA |
| 2007 | New York City 3/4/93              | Live in New York City, USA                                                                                                   |
| 2007 | Bucharest, Romania 7/4/02         | Live in Bukarest, Rumänien, nur als DVD erhältlich                                                                           |
| 2009 | Santiago, Chile 12/6/05           | Live in Santiago de Chile, nur als DVD erhältlich                                                                            |

### Studio Series
| Jahr | Titel                               | Anmerkungen                                                                               |
| ---- | ----------------------------------- | ----------------------------------------------------------------------------------------- |
| 2003 | The Making of Scenes from a Memory  | Making-of des Albums Metropolis Pt. 2: Scenes from a Memory mit alternativen Abmischungen |
| 2009 | The Making of Falling into Infinity | Making-of des Albums Falling into Infinity mit alternativen Abmischungen                  |

### Cover Series
| Jahr | Titel                     | Anmerkungen |
| ---- | ------------------------- | --- |
| 2004 | Master of Puppets         | Coverversion des Albums Master of Puppets von Metallica, 2021 im Rahmen der Lost Not Forgotten Archives-Reihe wiederveröffentlicht |
| 2005 | The Number of the Beast   | Coverversion des Albums The Number of the Beast von Iron Maiden                                                                    |
| 2006 | The Dark Side of the Moon | Coverversion des Albums The Dark Side of the Moon von Pink Floyd, auch auf DVD erhältlich                                          |
| 2007 | Made in Japan             | Coverversion des Albums Made in Japan von Deep Purple                                                                              |
| 2009 | Uncovered 2003–2005       | diverse Coverversionen; aufgenommen in den Jahren 2003 bis 2005                                                                    |

## Singles
| Jahr | Titel                       | Anmerkungen                          | Album                                  |
| ---- | --------------------------- | ------------------------------------ | -------------------------------------- |
| 1989 | Status Seeker               | Promo-Single                         | When Dream and Day Unite               |
| 1989 | Afterlife                   | Promo-Single                         | When Dream and Day Unite               |
| 1992 | Another Day                 |                                      | Images and Words                       |
| 1992 | Pull Me Under               | Promo-Single                         | Images and Words                       |
| 1992 | Take the Time               | Promo-Single                         | Images and Words                       |
| 1994 | Caught in a Web             | Promo-Single                         | Awake                                  |
| 1994 | The Silent Man              |                                      | Awake                                  |
| 1994 | Lie                         |                                      | Awake                                  |
| 1997 | Hollow Years                |                                      | Falling Into Infinity                  |
| 1997 | Burning My Soul             | Promo-Single                         | Falling Into Infinity                  |
| 1997 | You Not Me                  | Promo-Single                         | Falling Into Infinity                  |
| 1999 | Home                        | Promo-Single                         | Metropolis Pt. 2: Scenes from a Memory |
| 2000 | Through Her Eyes            |                                      | Metropolis Pt. 2: Scenes from a Memory |
| 2003 | As I Am                     | Promo-Single                         | Train of Thought                       |
| 2005 | Panic Attack                | Promo-Single                         | Octavarium                             |
| 2007 | Constant Motion             | Promo-Single                         | Systematic Chaos                       |
| 2008 | Forsaken                    | nur über den iTunes Store erhältlich | Systematic Chaos                       |
| 2009 | A Rite Of Passage           | Promo-Single                         | Black Clouds & Silver Linings          |
| 2009 | Wither                      |                                      | Black Clouds & Silver Linings          |
| 2011 | On the Backs of Angels      |                                      | A Dramatic Turm of Events              |
| 2013 | The Enemy Inside            |                                      | Dream Theater                          |
| 2013 | The Looking Glass           |                                      | Dream Theater                          |
| 2013 | Along for the Ride          |                                      | Dream Theater                          |
| 2015 | The Gift of Music           |                                      | The Astonishing                        |
| 2016 | Moment of Betrayal          |                                      | The Astonishing                        |
| 2016 | Our New World               | feat. Lzzy Hale                      |                                        |
| 2018 | Untethered Angel            |                                      | Distance Over Time                     |
| 2019 | Fall Into the Light         |                                      | Distance Over Time                     |
| 2019 | Paralyzed                   |                                      | Distance Over Time                     |
| 2021 | The Alien Invisible Monster |                                      | A View From The Top Of The World       |
| 2024 | Night Terror                |                                      | Parasomnia                             |
| 2024 | A Broken Man                |                                      | Parasomnia                             |
| 2025 | Midnight Messiah            |                                      | Parasomnia                             |

## Videoalben und Musikvideos

### Videoalben
| Jahr | Titel Musiklabel                              | Höchstplatzierung, Gesamtwochen, AuszeichnungChartplatzierungen (Jahr, Titel, Musiklabel, Platzierungen, Wochen, Auszeichnungen, Anmerkungen) | Höchstplatzierung, Gesamtwochen, AuszeichnungChartplatzierungen (Jahr, Titel, Musiklabel, Platzierungen, Wochen, Auszeichnungen, Anmerkungen) | Höchstplatzierung, Gesamtwochen, AuszeichnungChartplatzierungen (Jahr, Titel, Musiklabel, Platzierungen, Wochen, Auszeichnungen, Anmerkungen) | Höchstplatzierung, Gesamtwochen, AuszeichnungChartplatzierungen (Jahr, Titel, Musiklabel, Platzierungen, Wochen, Auszeichnungen, Anmerkungen) | Höchstplatzierung, Gesamtwochen, AuszeichnungChartplatzierungen (Jahr, Titel, Musiklabel, Platzierungen, Wochen, Auszeichnungen, Anmerkungen) | Anmerkungen                                                                      |
| Jahr | Titel Musiklabel                              | DE | AT | CH | UK | US | Anmerkungen                                                                      |
| ---- | --------------------------------------------- | --- | --- | --- | --- | --- | -------------------------------------------------------------------------------- |
| 1993 | Images and Words: Live in Tokyo East West     | DE*DE | — | — | — | US13 Platin · (… Wo.)US | Erstveröffentlichung: 16. November 1993 * siehe Studioalbum; Verkäufe: + 100.000 |
| 1998 | 5 Years in a LIVEtime East West               | DE*DE | — | — | — | — | Erstveröffentlichung: 27. Oktober 1998 * siehe Livealbum                         |
| 2001 | Metropolis 2000: Scenes from New York Elektra | DE*DE | — | — | — | US5 Gold · (… Wo.)US | Erstveröffentlichung: 27. Oktober 1998 * siehe Livealbum; Verkäufe: + 50.000     |
| 2004 | Live at Budokan Atlantic                      | DE*DE | — | — | — | US4 Platin · (… Wo.)US | Erstveröffentlichung: 5. Oktober 2004 * siehe Livealbum; Verkäufe: + 100.000     |
| 2006 | SCORE (20th Anniversary World Tour) Rhino     | DE*DE | AT3 (4 Wo.)AT | — | — | US1 Platin · (… Wo.)US | Erstveröffentlichung: 29. August 2006 * siehe Livealbum; Verkäufe: + 107.500     |
| 2008 | Chaos in Motion: 2007–2008 Roadrunner         | DE*DE | — | CH6 (4 Wo.)CH | — | US2 (… Wo.)US | Erstveröffentlichung: 30. September 2008 * siehe Livealbum                       |
| 2013 | Live at Luna Park Eagle Rock                  | DE*DE | — | CH2 (3 Wo.)CH | — | US1 Gold · (… Wo.)US | Erstveröffentlichung: 5. November 2013 * siehe Livealbum; Verkäufe: + 52.000     |
| 2014 | Breaking the Fourth Wall Roadrunner           | DE*DE | — | CH1 (5 Wo.)CH | — | — | Erstveröffentlichung: 30. September 2014 * siehe Livealbum                       |

### Musikvideos
| Jahr | Titel                  | Regisseur(e)      |
| ---- | ---------------------- | ----------------- |
| 1992 | Pull Me Under          | David Roth        |
| 1992 | Another Day            | Chris Painter     |
| 1993 | Take the Time          | Chris Painter     |
| 1994 | Lie                    | Ralph Ziman       |
| 1994 | The Silent Man         | Pamela Birkhead   |
| 1997 | Hollow Years           | Axel Baur         |
| 2007 | Constant Motion        | Andrew Bennett    |
| 2008 | Forsaken               | Yasufumi Soejima  |
| 2009 | A Rite of Passage      | Ramon Boutiviseth |
| 2009 | Wither                 | Ramon Boutiviseth |
| 2011 | On the Backs of Angels |                   |
| 2013 | The Enemy Inside       |                   |
| 2014 | The Looking Glass      | Ramon Boutviseth  |
| 2016 | The Gift Of Music      |                   |
| 2016 | Our New World          | Filo Baietti      |
| 2018 | Untethered Angel       |                   |

## Statistik

### Chartauswertung
|                     | DE     | AT     | CH     | UK     | US     |
| ------------------- | ------ | ------ | ------ | ------ | ------ |
| Nummer-eins-Alben   | DE1DE  | AT—AT  | CH2CH  | UK—UK  | US—US  |
| Top-10-Alben        | DE11DE | AT6AT  | CH11CH | UK—UK  | US3US  |
| Alben in den Charts | DE38DE | AT12AT | CH30CH | UK13UK | US19US |

|                          | DE    | AT    | CH    | UK    | US    |
| ------------------------ | ----- | ----- | ----- | ----- | ----- |
| Nummer-eins-Videoalben   | DE—DE | AT—AT | CH1CH | UK—UK | US2US |
| Top-10-Videoalben        | DE—DE | AT1AT | CH3CH | UK—UK | US5US |
| Videoalben in den Charts | DE—DE | AT1AT | CH3CH | UK—UK | US6US |

### Auszeichnungen für Musikverkäufe
| Goldene Schallplatte - Australien - 2010: für das Videoalbum SCORE (20th Anniversary World Tour) - Japan - 1995: für das Album Awake - 1995: für das Album Images and Words - Polen - 2008: für das Videoalbum Chaos in Motion: 2007–2008 |

Anmerkung: Auszeichnungen in Ländern aus den Charttabellen bzw. Chartboxen sind in ebendiesen zu finden.
| Land/RegionAuszeichnungen für Musikverkäufe (Land/Region, Auszeichnungen, Verkäufe, Quellen) | Gold     | Platin     | Verkäufe  | Quellen         |
| -------------------------------------------------------------------------------------------- | -------- | ---------- | --------- | --------------- |
| Australien (ARIA)                                                                            | Gold1    | —          | 7.500     | aria.com.au     |
| Frankreich (SNEP)                                                                            | —        | —          | 52.000    | Einzelnachweise |
| Japan (RIAJ)                                                                                 | 2× Gold2 | —          | 200.000   | riaj.or.jp      |
| Polen (ZPAV)                                                                                 | Gold1    | —          | 5.000     | olis.pl         |
| Vereinigte Staaten (RIAA)                                                                    | 3× Gold3 | 3× Platin3 | 2.218.520 | riaa.com        |
| Insgesamt                                                                                    | 7× Gold7 | 3× Platin3 |           |                 |

## Lehrvideos

### John Petrucci
- 1995: Rock Discipline (VHS, Neuauflage auf DVD ab 2002)

### John Myung
- 1996: Progressive Bass Concepts (VHS)

### Mike Portnoy
- 1996: Progressive Drum Concepts (VHS, ab 2005 auf DVD)
- 2000: Liquid Drum Theater (VHS, ab 2001 nur auf DVD)
- 2002: Ten Degrees of Turbulent Drumming (DVD) – Videomitschnitt der Schlagzeugaufnahmen zu dem Album Six Degrees of Inner Turbulence
- 2003: Drums Across Forever (DVD)
- 2004: Drums of Thought (DVD) – Videomitschnitt der Schlagzeugaufnahmen zu dem Album Train of Thought
- 2004: Live At Budokan (DVD) – Konzertmitschnitt ausschließlich mit Schlagzeugaufnahmen
- 2005: Drumavarium (DVD) – Videomitschnitt der Schlagzeugaufnahmen zu dem Album Octavarium
- 2007: In Constant Motion (3 DVD-Set)
- 2007: Sysdrumatic Chaos (DVD) – Videomitschnitt der Schlagzeugaufnahmen zu dem Album Systematic Chaos
- 2008: Score (DVD) – Konzertmitschnitt ausschließlich mit Schlagzeugaufnahmen

### Jordan Rudess
- 1999: Keyboard Wizardry
- 2005: Keyboard Madness (DVD)

### Mike Mangini
- 2013: The Grid (2 DVDs)